# Zaraxes devians
Zaraxes devians is een hooiwagen uit de familie Cosmetidae.